# Lapina jasanolistá
Lapina jasanolistá (Pterocarya pterocarpa, ale je široce používáno vědecké jméno Pterocarya fraxinifolia) je listnatá opadavá dřevina z čeledi ořešákovité. Tato dřevina byla rozšířená hlavně v období třetihor.

## Rozšíření
Druh je původní v kavkazském regionu, v Arménii, Ázerbájdžánu, Gruzii, Íránu, Rusku, Ukrajině a Turecku.

## Synonyma
Pro rostlinu s označením Pterocarya pterocarpa je používáno více rozdílných názvů, například Juglans fraxinifolia, Juglans pterocarpa, Pterocarya caucasia, Pterocarya sorbifolia, Pterocarya dumosa, Pterocarya spachiana nebo Wallia fraxinifolia. AOPK ČR užívá i název paořech jasanolistý.

## Popis

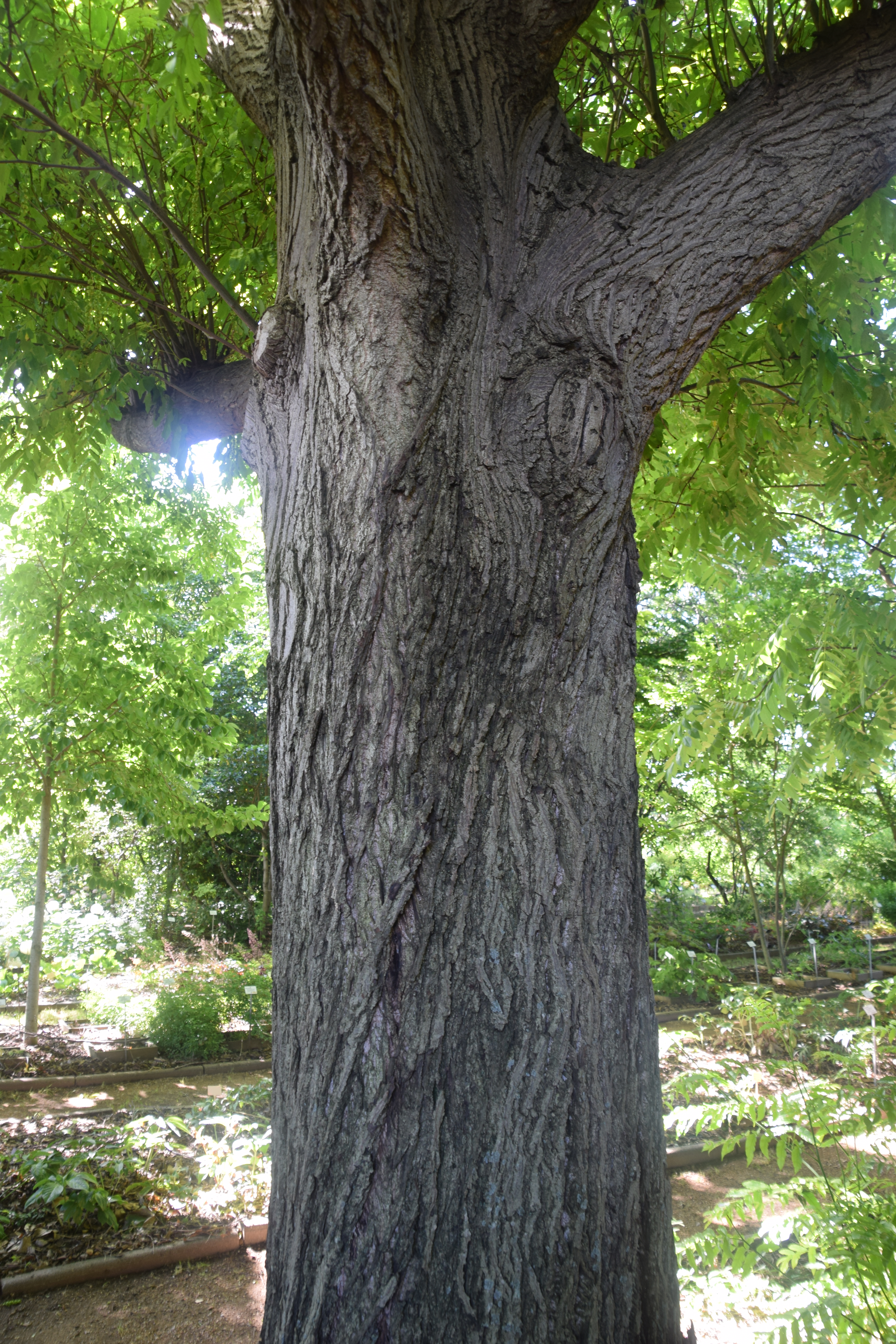
Kmen lapiny jasanolisté

Strom je jednodomý, roste do výšky 15–30 m. Má krátký silný kmen. Kopinaté zpeřené listy mohou být delší než 60 cm. Na listu může být 7–27 lístků. Kvete v dubnu, samčí květy jsou silné, zelené a 7,5–12,5 cm dlouhé jehnědy. Samičí jsou méně husté jehnědy. Plody jsou zelené, okřídlené, oříšky přibližně 1,8 cm velké.

## Použití
Lapina jasanolistá se pěstuje jako okrasná rostlina i v České republice. Je používána do skupin v parcích a volných krajinářských nebo nekomponovaných výsadeb. Preferuje slunečné polohy, ale snese i polostín. Na stanovišti je vhodná pro propustné vlhké půdy. Množí se semeny nebo řízky.